# Potamites cochranae
Potamites cochranae är en ödleart som beskrevs av  Burt 1931. Potamites cochranae ingår i släktet Potamites och familjen Gymnophthalmidae. IUCN kategoriserar arten globalt som livskraftig. Inga underarter finns listade i Catalogue of Life.